# Grevea madagascariensis
Grevea madagascariensis är en tvåhjärtbladig växtart som beskrevs av Henri Ernest Baillon. Grevea madagascariensis ingår i släktet Grevea och familjen Montiniaceae. Inga underarter finns listade i Catalogue of Life.

## Bildgalleri

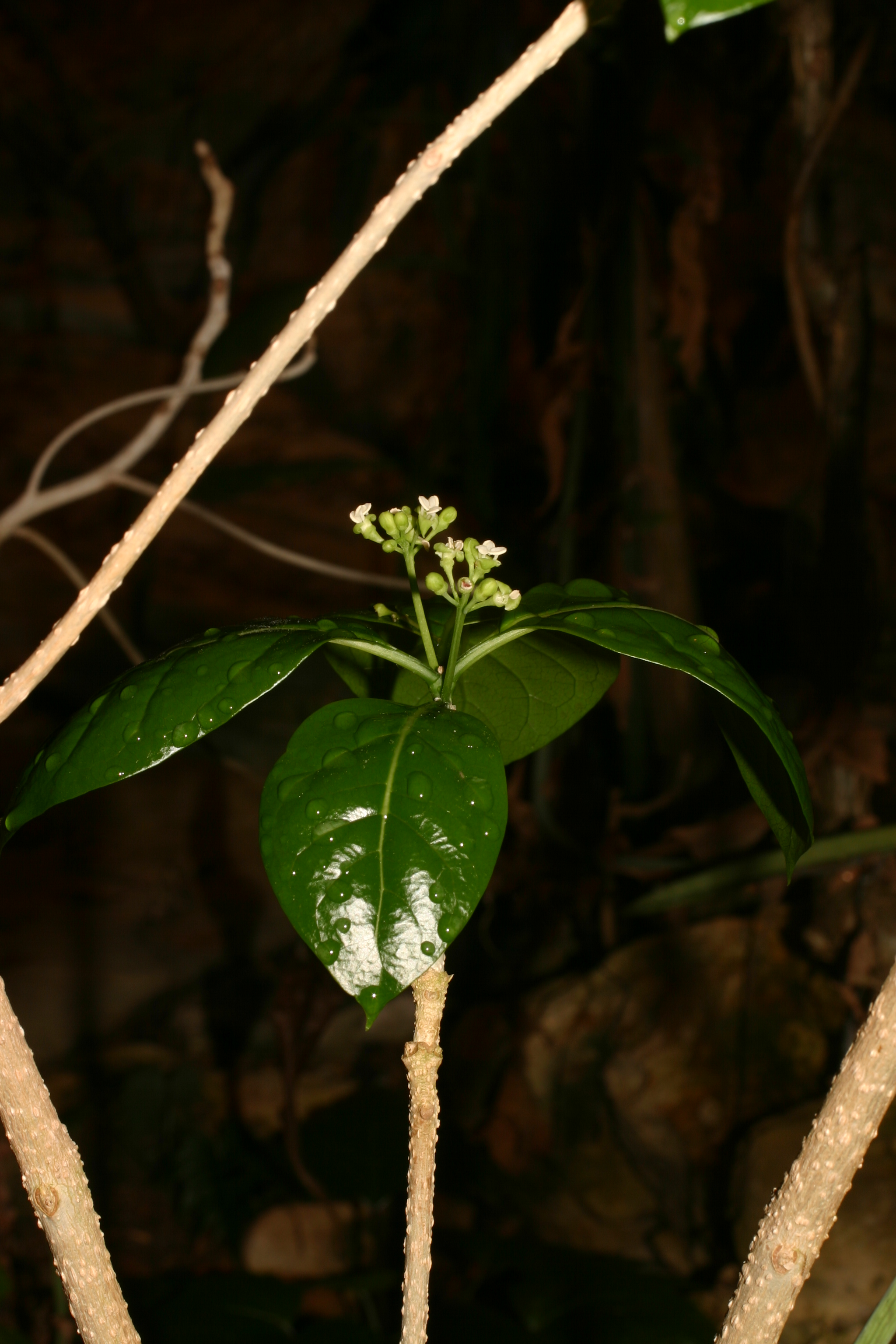
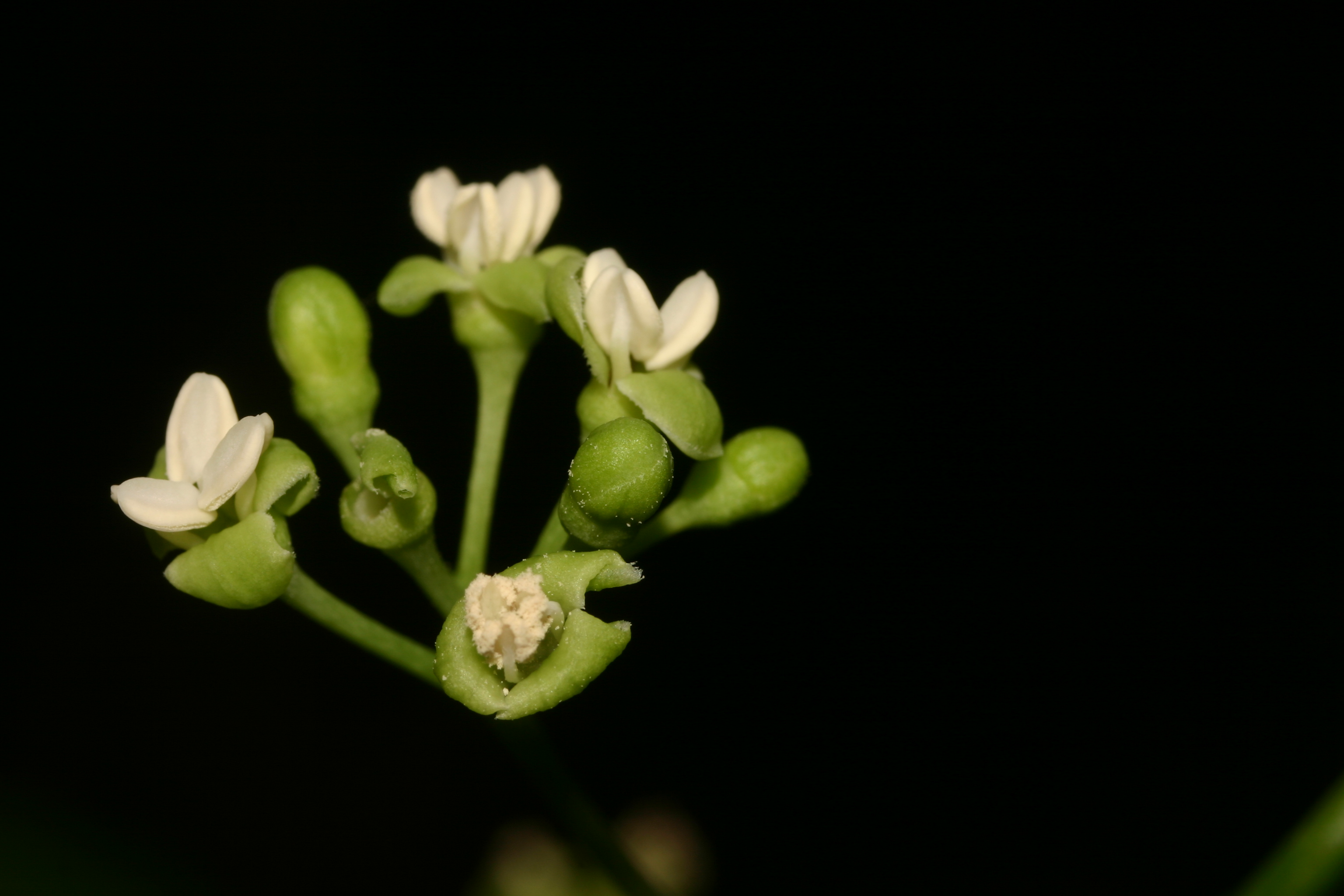
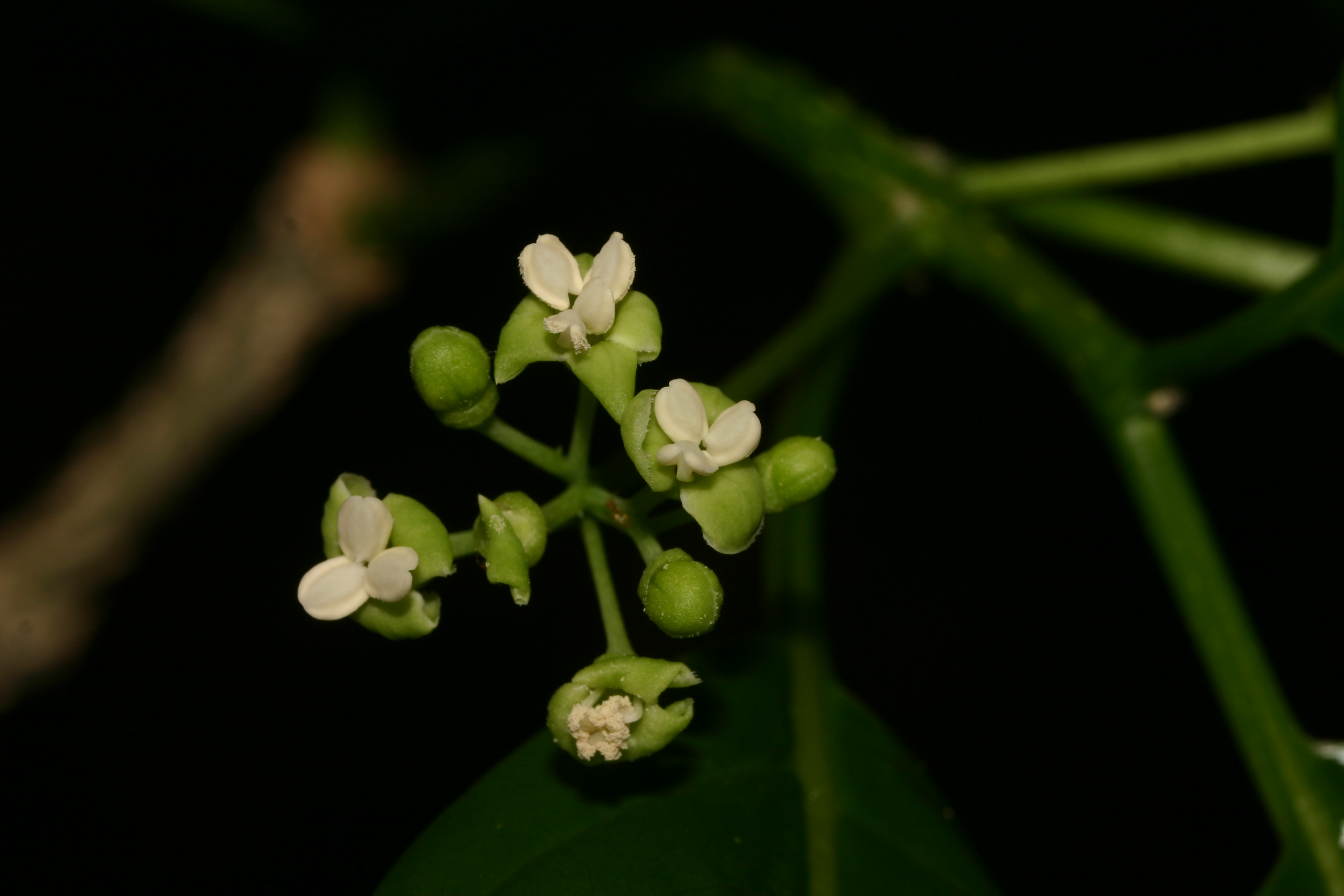
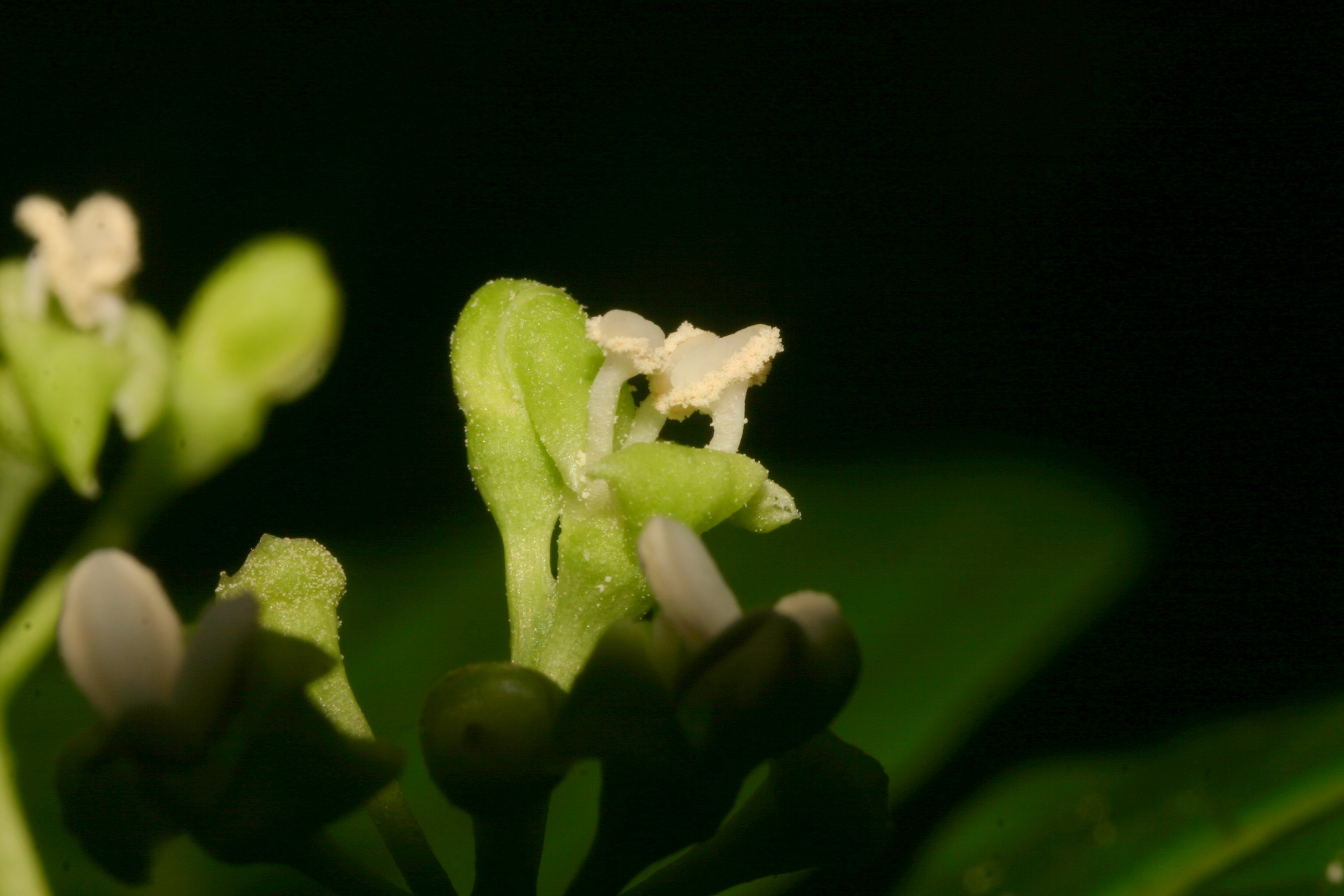
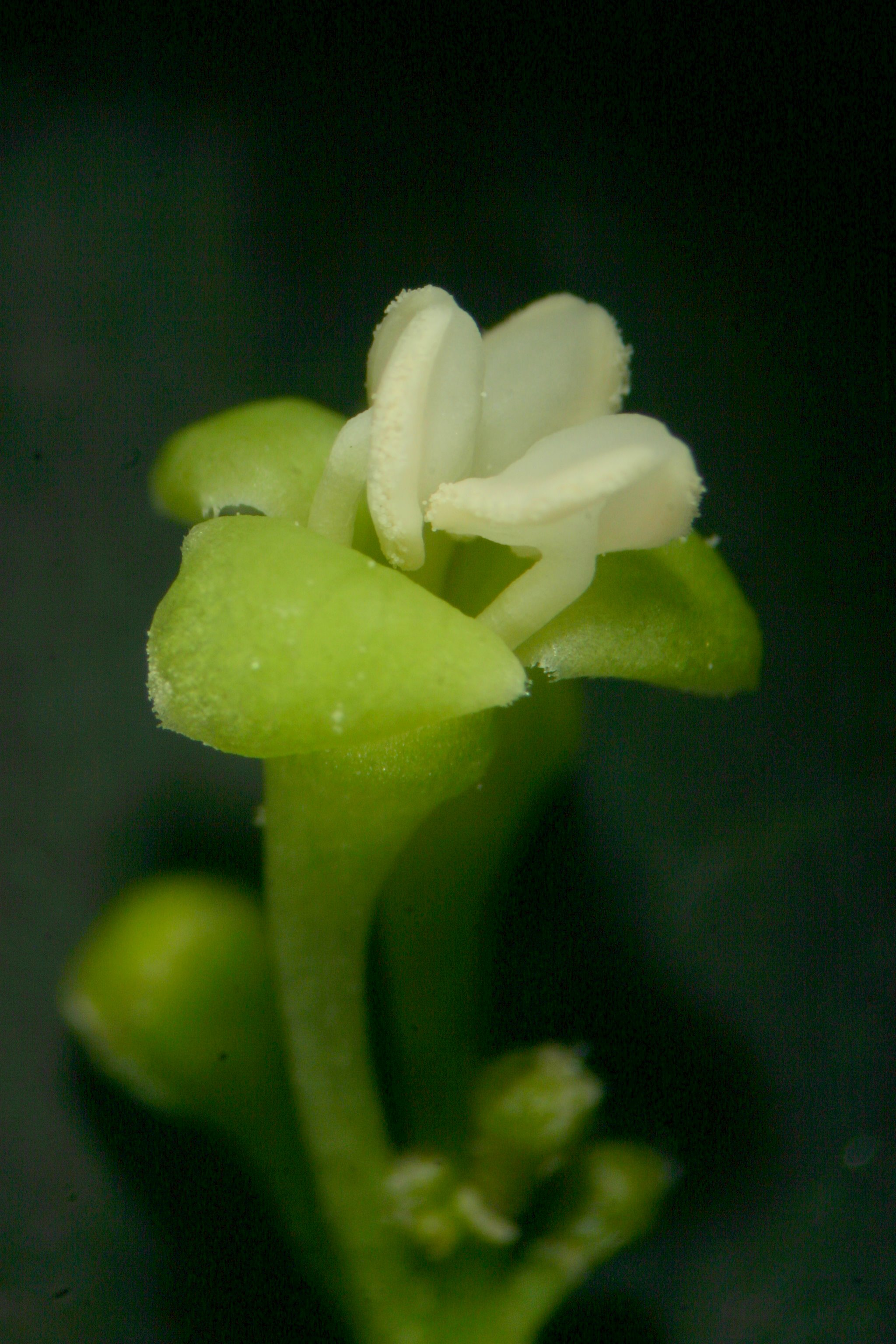
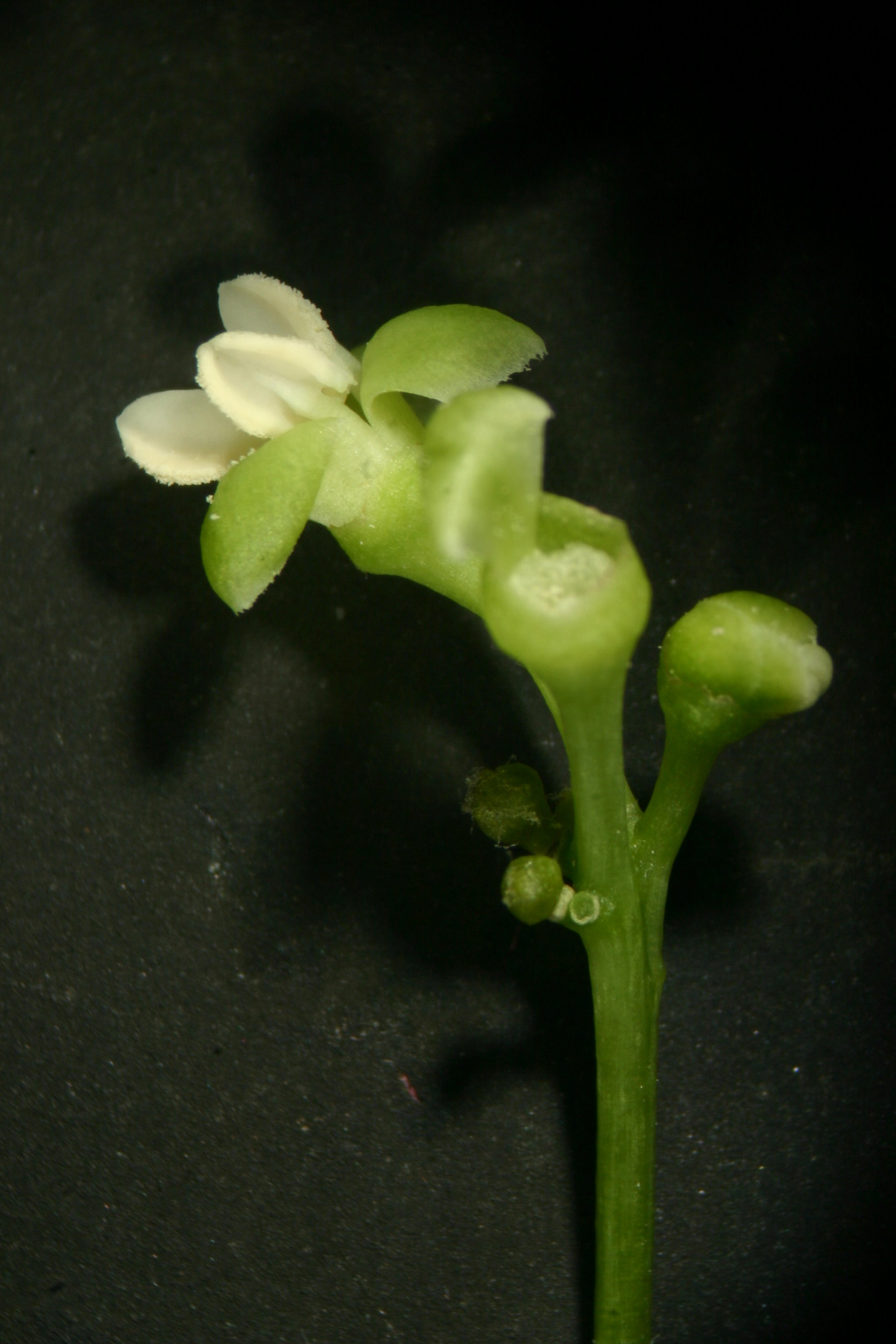